# Bo Dietl
Richard Dietl, detto Bo (New York, 4 dicembre 1950), è un attore ed ex investigatore statunitense.

## Biografia
Sposato dal 1973 con la moglie Regina, da cui ha avuto tre figli, è stato attivo come investigatore dal 1970 al 1985 ed attualmente è attivo come attore ed ha preso parte in una decina di film, tra cui Quei bravi ragazzi e The Wolf of Wall Street, in cui interpreta il ruolo di se stesso. È citato nell’autobiografia “Open” di Andre Agassi in qualità di amico e frequentatore dell’entourage del ristorante “Campagnola” di New York.

## Filmografia parziale

### Cinema
- Quei bravi ragazzi (Goodfellas), regia di Martin Scorsese (1990)
- Poliziotto speciale (One Tough Cop), regia di Bruno Barreto (1998)
- Omicidi di classe (Dead Man's Curve), regia di Dan Rosen (1998)
- The Wolf of Wall Street, regia di Martin Scorsese (2013)
- The Irishman, regia di Martin Scorsese (2019)
- Clinton Road, regia di Richard Grieco e Steve Stanulis (2019)

### Televisione
- Law & Order - I due volti della giustizia (Law & Order) - serie TV, episodio 14x20 (2004)
- Blue Bloods - serie TV, episodio 13x18 (2023)

## Doppiatori italiani
Nelle versioni in italiano delle opere in cui ha recitato, Bo Dietl è stato doppiato da:
- Silvio Anselmo in Law & Order - I due volti della giustizia
- Ennio Coltorti in The Wolf of Wall Street
- Pierluigi Astore in The Irishman
- Pino Ammendola in Blue Bloods